# 세르고 오르조니키제

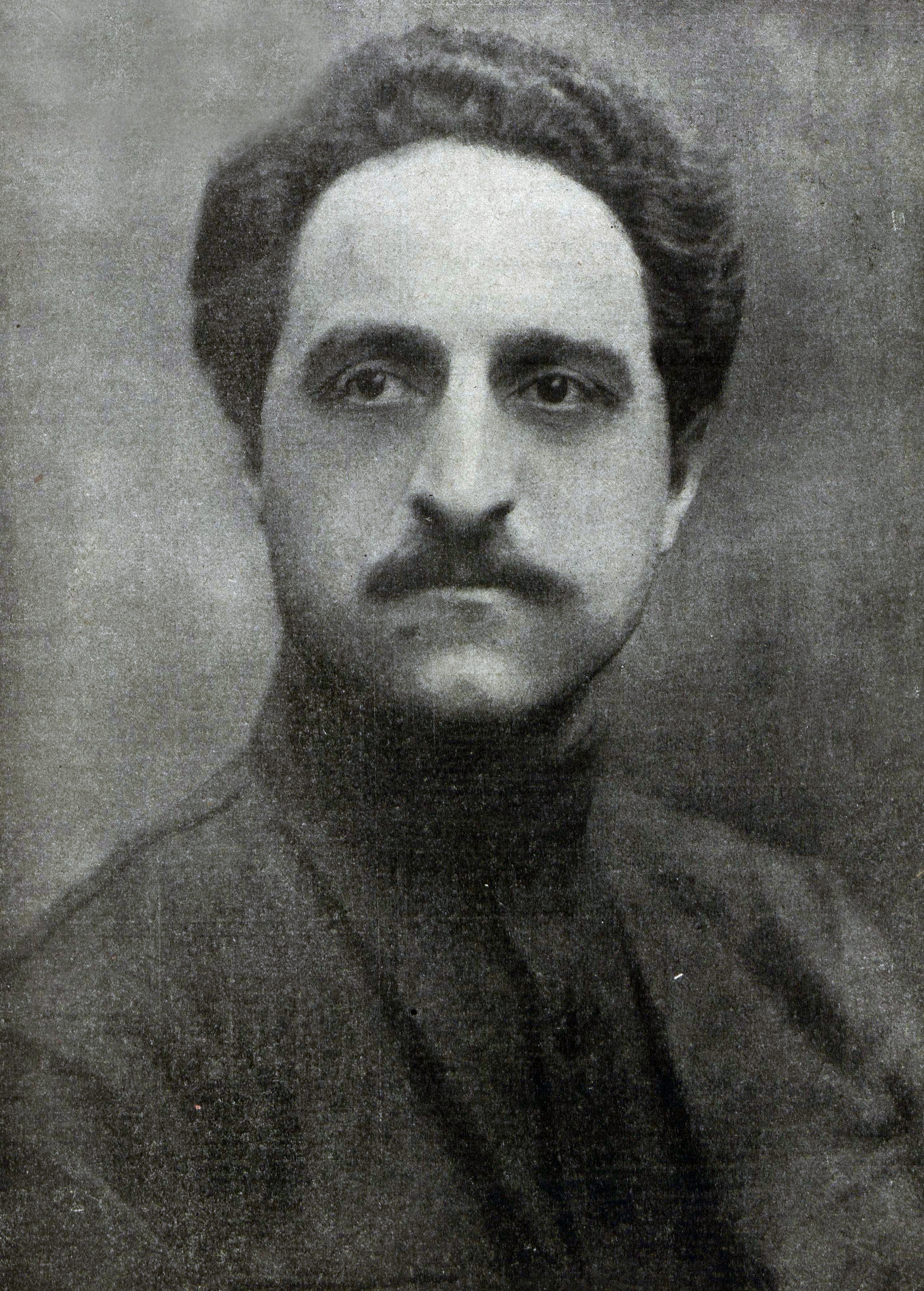
세르고 오르조니키제 (1926년 촬영)

세르고 콘스탄티노비치 오르조니키제(러시아어: Серго Константинович Орджоникидзе, 조지아어: სერგო კონსტანტინეს ძე ორჯონიკიძე 세르고 콘스탄티네스 제 오르조니키제, 별명 세르고, 본명: 그리고리 콘스탄티노비치 오르조니키제(러시아어: Григорий Константинович Орджоникидзе, 조지아어: გრიგოლ კონსტანტინეს ძე ორჯონიკიძე 그리골 콘스탄티네스 제 오르조니키제), 1886년 10월 24일 ~ 1937년 2월 18일)는 조지아의 볼셰비키이자 소련의 정치인이다.
조지아에서 태어나고 자란 오르조니키제는 어린 나이에 볼셰비키에 합류하여 집단 내에서 빠른 승진을 거치면서 중요한 인물로 부상했다. 러시아 제국 경찰에게 여러 번 체포되어 투옥된 그는 1917년, 2월 혁명이 시작되었을 때 시베리아에서 망명 생활을 하고 있었다. 망명에서 돌아온 오르조니키제는 10월 혁명에 참여하여 볼셰비키의 권력 장악에 기여하였다. 연이은 내전 동안 오르조니키제는 붉은 군대의 아제르바이잔, 아르메니아, 조지아 침공을 감독하면서 캅카스 지역에서 볼셰비키의 영향력을 확대하는데 결정적인 역할을 하였다. 붉은 군대의 침공으로 소비에트화가 진행된 캅카스 지역에는 1922년 소비에트 사회주의 공화국 연방의 성립에 큰 도움을 준 자캅카스 사회주의 연방 소비에트 공화국이 들어섰고, 오르조니키제는 1926년까지 자캅카스 사회주의 연방 소비에트 공화국의 제1서기를 지냈다.
모스크바로 자리를 옮긴 이후에는 볼셰비키 고위직들의 영향력이 강력한 내부 조직에 합류하였고, 소련 경제 생산을 감독하는 임무를 맡아 국가경제최고소비에트 내부의 비효율성을 지적하면서 여러 기관의 대대적인 점검을 주도하였다. 1930년, 오르조니키제는 1932년, 중공업인민위원회로 재편성된 국가경제최고소비에트로 자리를 옮겨 소비에트 연방 경제 개발 5개년 계획 이행을 감독하고 소련 노동자의 노동 생산력 증대 운동인 스타하노프 운동의 창조에 기여하였다. 같은 시기, 소비에트 연방의 주요 정치 기구인 정치국의 일원이 된 오르조니키제는 1930년대 초 반대파를 탄압하는 정책을 펼친 이오시프 스탈린과 마찰을 일으켰다. 스탈린과의 관계 악화로 당내에서 입지가 크게 위축되었던 1937년, 자신의 집에서 죽은 채 발견되었다. 사후 볼셰비키 지도자로 추대되었으며, 그의 사후 가족이 가혹한 처벌을 받고 가까운 친척 여러 명이 처형되었음에도 소련 전역의 여러 마을과 도시가 오르조니키제의 이름을 따서 명명되었다.